# Арно Шмідт
А́рно Шмідт (нім. Arno Otto Schmidt; 1914—1979) — німецький письменник, перекладач, інтелектуал-аутсайдер.

## Біографія і творчість
Під час Другої світової Шмідт у складі Вермахту служив у Норвегії, після британського полону працював при поліцейській школі, майже все життя страждав від тяжких злиднів. Свою першу книжку оповідань «Левіафан» опублікував 1949 року, 1955 року на нього було подано позов за розповсюдження порнографії та блюзнірство в оповіданні «Озерний пейзаж із Покахонтас». Продовжувач традиції німецького експресіонізму, радикальний антимілітарист, антиклерикал, поборник розкутого розуму і мистецької свободи, Арно Шмідт визначив власний напрямок розвитку німецької літератури. Його останній роман «Сон Цеттеля» (1970) став інтелектуальним бестселером.
Ранні оповідання Арно Шмідта написані в експресіоністсько-джазовій манері. Це історії людей, глибоко уражених війною, які шукають себе через кохання, еротику, літературу. Вони провокують, іронізують і своїм інтелектом, стилем, життям повстають проти монстрів «реставраційної» Німеччини 1950-х років — консервативності, клерикалізму, хибних авторитетів і відмови від відповідальності за війну.

## Визнання
- Літературна премія Академії науки та літератури в Майнці (1950),
- Премія ім. Теодора Фонтане (1964),
- Премія ім. Й. В. Гете (1973).

## Українські переклади
Український переклад Арно Шмідта «Левіафан, або найкращий з усіх світів» (2015) здійснено Нелею Ваховською та опубліковано у видавництві «ХХІ століття» (Чернівці).
- Арно Шмідт. Левіафан, або Найкращий з усіх світів. Озерний пейзаж із Покахонтас. Тіна, або Про безсмертя. Ґьоте та один із його поціновувачів. / Переклад з нім.: Неля Ваховська. — Чернівці: Книги XXI, 2015

### Біографії
- Hans-Michael Bock: Bibliografie Arno Schmidt 1949—1978. 2., verbesserte und ergänzte Ausgabe. edition text + kritik, München 1979 (Standardausgabe)
- Karl-Heinz Müther und andere: Arno Schmidt (1914—1979). Bibliographie und audiovisuelle Zeugnisse zu Leben, Werk und Wirkung CD-ROM; Verlag Aisthesis 1995.
- Karl-Heinz Müther: Bibliographie Arno Schmidt 1949—1991. Bielefeld 1992[4]
- Robert Weninger: Arno Schmidt — Auswahlbibliographie. Wissenschaftliche Sekundärliteratur nach Titeln und Themen. 2., erweiterte Auflage. München: edition text+kritik, 2006

### Загальні огляди життя і творчості
- Bernd Rauschenbach. Schmidt, Arno Otto. // Neue Deutsche Biographie. Berlin, 2007, Band 23, S. 177–179 (Digitalisat).
- Arno Schmidt? — Allerdings!. Marbach 2006 (Marbacher Kataloge; zur Ausstellung in Marbach 2006).
- Wolfgang Albrecht: Arno Schmidt. J. B. Metzler, Stuttgart und Weimar 1998 (Vorstellung und Bilanz bisheriger Forschung; Interpretationsansätze).
- Marius Fränzel: «Dies wundersame Gemisch». Eine Einführung in das erzählerische Werk Arno Schmidts. Ludwig, Kiel, 2002, ISBN 3-933598-54-0.
- Wolfgang Martynkewicz: Arno Schmidt. Rowohlt, Reinbek bei Hamburg 1992, ISBN 3-499-50484-7 (Rowohlts Monographien 484).
- Jan Philipp Reemtsma: Über Arno Schmidt. Vermessungen eines poetischen Terrains. Suhrkamp, Frankfurt am Main 2006, ISBN 3-518-41762-2.
- Michael Matthias Schardt, Hartmut Vollmer (Hrsg.): Arno Schmidt. Leben — Werk — Wirkung. Rowohlt, Reinbek 1990, ISBN 3-499-18737-X.